# 鄧克頓 (愛荷華州)
鄧克頓（英語：Dunkerton）是一個位於美國愛荷華州布萊克霍克縣的城市。

## 地理
鄧克頓的座標為42°34′06″N 92°09′36″W / 42.56833°N 92.16000°W，而該地的平均海拔高度為291米（即955英尺）。

## 人口
根據2010年美國人口普查的數據，鄧克頓的面積為2.56平方千米，當中陸地面積為2.54平方千米，而水域面積為0.02平方千米。當地共有人口852人，而人口密度為每平方千米332人。